# حمام قدیمی سردشت
حمام قدیمی سردشت مربوط به دوره قاجار است و در سردشت، داخل شهر واقع شده و این اثر در تاریخ ۲۹ تیر ۱۳۷۷ با شمارهٔ ثبت ۲۰۶۹ به‌عنوان یکی از آثار ملی ایران به ثبت رسیده است.